# ۱۹۶۹

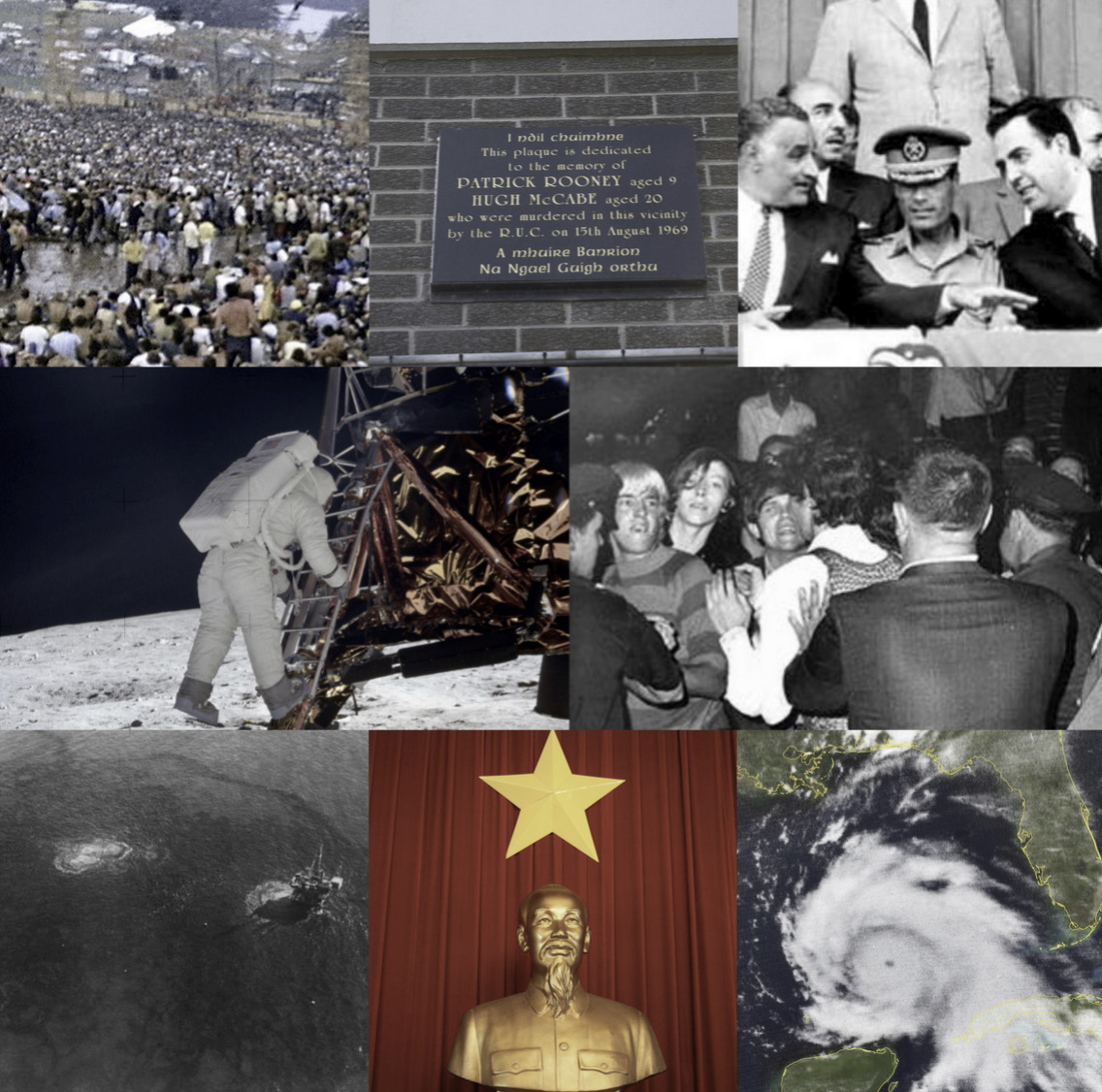

## رویدادها
- ۷ آوریل: سقوط یک هواپیمای سی-۱۳۰ در ایران.
- ۱۶ جولای: نیل آرمسترانگ فضانورد آمریکایی نخستین انسانی بود که بر روی ماه گام نهاد.
- ۲۹ اکتبر: افتتاح آرپانت با برقراری ارتباط بین دو گره اول آن
- ۱۸ دسامبر: کشف نخستین میدان نفتی نروژ با نام اکوفیسک

## زادروزها
- ۵ ژانویه - مرلین منسون، خواننده
- ۳ ژانویه - مایکل شوماخر، راننده فرمول یک
- ۱۸ ژانویه - باتیستا کشتی‌گیر آمریکایی
- ۳۱ ژوئیه - آنتونیو کونته: بازیکن سابق و مربی فوتبال ایتالیایی.
- ۱۰ نوامبر - ینس لمان: فوتبالیست آلمانی.
- (۲۴زوییه)-جنیفر لوپز: بازیگر
- ۶ ژانویه – نورمن ریداس، صداپیشه، بازیگر، و کارگردان آمریکایی
- ۲۸ ژانویه – کاترین موریس، بازیگر آمریکایی
- ۲۹ ژانویه – هاید (موسیقی‌دان)، خواننده-ترانه‌سرا، بازیگر، و خواننده ژاپنی
- ۱ فوریه – گابریل باتیستوتا، بازیکن فوتبال آرژانتینی
- ۵ فوریه – بابی براون، خواننده آمریکایی
- ۹ فوریه – برت دیتس، دوچرخه‌سوار اهل آلمان
- ۱۹ فوریه – برتون سی. بل، خواننده آمریکایی
- ۱۰ مارس – پجت بروستر، بازیگر آمریکایی
- ۲۸ مارس – رادنی اتکینز، خواننده-ترانه‌سرا، موسیقی‌دان، و خواننده آمریکایی
- ۲ آوریل – اجی دیوگن، تهیه‌کننده، بازیگر، و کارگردان هندی
- ۱۷ آوریل – هنری یان کوسیک، بازیگر بریتانیایی
- ۲۲ آوریل – دیون دابلین، بازیکن فوتبال بریتانیایی
- ۱ مه – وس اندرسن، فیلمنامه‌نویس، تهیه‌کننده، و کارگردان آمریکایی
- ۱۰ مه – دنیس برکمپ، بازیکن فوتبال هلندی
- ۱۰ مه – خدیجه (شهلا) جاهد ؛ پرستار، مربی مهد کودک، دانشجوی روان‌شناسی ، همسر دوم موقت ناصر محمدخانی و قصاص شده در پی محکومیت به جنایت قتل فاطمه (لاله) سحرخیزان [۱]
- ۲۸ مه – راب فورد، سیاست‌مدار کانادایی
- ۷ ژوئن – کیم رودز، بازیگر آمریکایی
- ۲۰ ژوئن – پائولو بنتو، بازیکن فوتبال پرتغالی
- ۲۴ ژوئن – سیسیل شیرشیبه، خواننده نروژی
- ۱۰ ژوئیه – گیل هارولد، بازیگر آمریکایی
- ۱۳ ژوئیه – کن جیونگ، بازیگر آمریکایی
- ۲۰ ژوئیه – جاش هالووی، بازیگر آمریکایی
- ۲۲ ژوئیه – دسپینا وندی، خواننده یونانی
- ۴ اوت – مکس کاوالرا، خواننده برزیلی
- ۶ اوت – الیوت اسمیت، خواننده-ترانه‌سرا، نویسنده، و خواننده آمریکایی (د. ۲۰۰۳)
- ۱۷ اوت – دونی والبرگ، خواننده و بازیگر آمریکایی
- ۲۸ اوت – جک بلک، خواننده-ترانه‌سرا، صداپیشه، فیلمنامه‌نویس، موسیقی‌دان، بازیگر، و خواننده آمریکایی
- ۲۹ اوت – لوسرو، خواننده، بازیگر و مجری اهل مکزیک
- ۱۴ سپتامبر – بونگ جون-هو، فیلمنامه‌نویس و کارگردان اهل کره جنوبی
- ۲۹ سپتامبر – اریکا النیاک، بازیگر آمریکایی
- ۱ اکتبر – زک گالیفیاناکیس، بازیگر آمریکایی
- ۸ اکتبر – جولیا ان، بازیگر و بازیگر پورنوگرافی آمریکایی
- ۹ اکتبر – پی‌جی هاروی، خواننده-ترانه‌سرا، هنرمند، گیتاریست، خواننده، و آهنگساز بریتانیایی
- ۸ نوامبر – رکسانا زال، بازیگر آمریکایی
- ۱۴ دسامبر – آرچی کائو، بازیگر آمریکایی
- ۱۶ دسامبر – میشل اسمیت، ورزشکار ایرلندی
- ۱۷ دسامبر – چاک لیدل، ورزشکار آمریکایی
- ۲۹ دسامبر – جورج فیشر (نوازنده)، خواننده آمریکایی
- ۳۰ دسامبر – جیسن کی، خواننده-ترانه‌سرا و خواننده انگلیسی

## درگذشت‌ها
- ۲۹ ژانویه – آلن دالس، وکیل آمریکایی (ز. ۱۸۹۳)
- ۳۰ ژانویه – دومینیک پیر، الهی‌دان بلژیکی (ز. ۱۹۱۰)
- ۲ فوریه – بوریس کارلوف، بازیگر بریتانیایی (ز. ۱۸۸۷)
- ۴ فوریه – تلما ریتر، بازیگر آمریکایی (ز. ۱۹۰۲)
- ۲۳ فوریه – ملک سعود بن عبدالعزیز آل سعود، دومین پادشاه عربستان سعودی و پانزدهمین فرمانروا از خاندان آل سعود (ز. ۱۹۰۲)
- ۲۷ فوریه – جان بوول (هنرپیشه)، بازیگر آمریکایی (ز. ۱۸۹۵)
- ۹ مارس – چارلز براکت، فیلمنامه‌نویس، تهیه‌کننده، و نویسنده آمریکایی (ز. ۱۸۹۲)
- ۱۸ مارس – باربارا بیتس، بازیگر آمریکایی (ز. ۱۹۲۵)
- ۷ آوریل – رومولو گایه‌گوس، نویسنده اهل ونزوئلا (ز. ۱۸۸۴)
- ۲ مه – فرانتس فون پاپن، سیاست‌مدار و دیپلمات آلمانی (ز. ۱۸۷۹)
- ۱۹ مه – کلمن هاوکینز، موسیقی‌دان آمریکایی (ز. ۱۹۰۴)
- ۲۴ مه – میتزی گرین، بازیگر آمریکایی (ز. ۱۹۲۰)
- ۲۷ مه – جفری هانتر، تهیه‌کننده و بازیگر آمریکایی (ز. ۱۹۲۶)
- ۴ ژوئن – رافائل اسونا، بازیکن تنیس و ورزشکار مکزیکی (ز. ۱۹۳۸)
- ۸ ژوئن – رابرت تیلور (هنرپیشه)، بازیگر آمریکایی (ز. ۱۹۱۱)
- ۱۸ ژوئن – ادگار اندرسون، گیاه‌شناس و نسل‌شناس اهل ایالات متحده آمریکا (ز. ۱۸۹۷)
- ۱۹ ژوئن – ناتالی تلمج، بازیگر آمریکایی (ز. ۱۸۹۸)
- ۲۰ ژوئن – محمد صدیق منشاوی، قاری سرشناس مصری (ز. ۱۹۲۰)
- ۲۱ ژوئن – مورین کونلی، بازیکن تنیس آمریکایی (ز. ۱۹۳۴)
- ۲۲ ژوئن – جودی گارلند، صداپیشه، بازیگر، و خواننده آمریکایی (ز. ۱۹۲۲)
- ۳ ژوئیه – برایان جونز، گیتاریست بریتانیایی (ز. ۱۹۴۲)
- ۲۴ ژوئیه – ویتولد گمبرویچ، نویسنده لهستانی (ز. ۱۹۰۴)
- ۱۸ اوت – میلدرد دیویس، بازیگر آمریکایی (ز. ۱۹۰۱)
- ۳۱ اوت – راکی مارسیانو، بوکسور آمریکایی (ز. ۱۹۲۳)
- ۲ سپتامبر – هو شی مین، نویسنده و شاعر ویتنامی (ز. ۱۸۹۰)
- ۱۹ سپتامبر – رکس اینگرام (هنرپیشه)، بازیگر آمریکایی (ز. ۱۸۹۵)
- ۶ اکتبر – والتر هاگن، بازیکن گلف آمریکایی (ز. ۱۸۹۲)
- ۲۱ اکتبر – جک کرواک، شاعر و رمان‌نویس آمریکایی. (ز. ۱۹۲۲)
- ۵ نوامبر – لوید کوریگان، فیلمنامه‌نویس، بازیگر، و کارگردان آمریکایی (ز. ۱۹۰۰)

## برندگانجایزهٔ نوبل
- ادبیات: ساموئل بکت